# Derrick Chavarria
Pour les articles homonymes, voir Chavarria.
Derrick Chavarria, né le 17 août 2003 à San Ignacio, est un coureur cycliste bélizien.

## Biographie
En 2017, Derrick Chavarria est sacré champion du Belize du contre-la-montre chez les moins de 17 ans. Il conserve ce titre en 2019. Deux ans plus tard, il devient champion du Belize et champion de la Caraïbe sur route chez les juniors (moins de 19 ans). Il s'impose ensuite sur l'épreuve chronométrée des championnats du Belize 2022, cette fois-ci parmi les espoirs (moins de 23 ans). 
Lors de la saison 2023, il est de nouveau couronné champion du Belize espoir du contre-la-montre. Au niveau international, il représente son pays aux championnats du monde espoirs, mais aussi aux Jeux d'Amérique centrale et des Caraïbes, où il se classe huitième de la course en ligne. Il s'impose par ailleurs sur la KREM New Year's Day Cycling Classic, une épreuve d'envergure nationale. L'année suivante, il s'adjuge le titre national espoir sur route. Il finit également sixième et deuxième meilleur espoir du championnat de la Caraïbe. 

## Palmarès et résultats

### Par année
- 2017
  -  Champion du Belize du contre-la-montre U17
- 2019
  -  Champion du Belize du contre-la-montre U17
- 2021
  -  Champion de la Caraïbe sur route juniors
  -  Champion du Belize sur route juniors
  - 2e du championnat du Belize du contre-la-montre juniors
- 2022
  -  Champion du Belize du contre-la-montre espoirs
  - 2e de la KREM New Year's Day Cycling Classic
  - 3e du championnat du Belize sur route espoirs
- 2023
  -  Champion du Belize du contre-la-montre espoirs
  - KREM New Year's Day Cycling Classic
  - 2e du championnat du Belize sur route espoirs
- 2024
  -  Champion du Belize sur route espoirs
  - DigiCell Valentine Tour :
    - Classement général
    - 1re (contre-la-montre), 2e et 3e étapes

  -  Médaillé d'argent du championnat de la Caraïbe sur route espoirs
  - 3e de la KREM New Year's Day Cycling Classic
- 2025
  -  Champion du Belize sur route espoirs
  -  Champion du Belize du contre-la-montre espoirs
  - 5e étape de la Vuelta a la Independencia Nacional
  - 3e du championnat du Belize du contre-la-montre
  - 3e du championnat du Belize sur route

### Classements mondiaux
| Année            | 2022 | 2023 | 2024 |
| ---------------- | ---- | ---- | ---- |
| UCI America Tour | 141e | 206e | 188e |